# Mitchell Cornelisse
Mitchell Cornelisse (Amsterdam, 24 januari 1996) is een Nederlands voormalig wielrenner die uitkwam voor het Rabobank Development Team en Delta Cycling Rotterdam. Hij is de zoon van oud-prof Michel Cornelisse.

## Carrière
In 2013 werd Cornelisse nationaal juniorenkampioen op de puntenkoers en won hij samen met Arjan Arentsen de ploegkoers.
In 2014 nam Cornelisse deel aan het juniorenwereldkampioenschap op de weg. In de finale raakte hij het contact met twee ploeggenoten die voor hem de sprint aan zouden trekken kwijt, waardoor hij niet kon sprinten voor de overwinning. Cornelisse werd achttiende, terwijl zijn twee ploeggenoten, Peter Lenderink en Sjoerd Bax op respectievelijk de derde en tiende plaats eindigden.
Als eerstejaars belofte maakte Cornelisse de overstap naar het Rabobank Development Team. Namens die ploeg werd hij onder meer veertiende in de Trofej Poreč en zeventiende in de Profronde van Noord-Holland. Na twee seizoenen bij de ploeg maakte hij in 2017 de overstap naar Delta Cycling Rotterdam. Vanwege een slepende beenblessure bleef een debuut echter uit en beëindigde hij zijn wielercarrière eind maart.

## Overwinningen
2013
Omloop der Vlaamse Gewesten
2014
Grote Prijs André Noyelle
2e etappe deel A Aubel-Thimister-La Gleize (ploegentijdrit)

## Ploegen
- 2015 –  Rabobank Development Team
- 2016 –  Rabobank Development Team
- 2017 –  Delta Cycling Rotterdam (tot 23 maart)

Bax ·
Bol ·
Budding ·
Cornelisse ·
Godrie ·
Havik ·
Hofstede ·
Honigh ·
Korevaar · 
Lenderink ·
Maas ·
Meijers ·
Nieuwenhuis ·
Oomen ·
Tolhoek ·
van Trijp ·
Tusveld ·
de Vries ·
Wouters
Bax · Bol · Bouwmans · Budding · Cornelisse · Godrie · Gunst · van der Heijden · Hofstede · Honigh · Korevaar · Lenderink · Maas · Meijers · Nieuwenhuis · Nieuwpoort · Olieslagers · Tusveld · de Vries · Wouters